# Saint-Inglevert
Saint-Inglevert – miejscowość i gmina we Francji, w regionie Hauts-de-France, w departamencie Pas-de-Calais.
Według danych na rok 1990 gminę zamieszkiwały 502 osoby, a gęstość zaludnienia wynosiła 76 osób/km² (wśród 1549 gmin regionu Nord-Pas-de-Calais Saint-Inglevert plasuje się na 783. miejscu pod względem liczby ludności, natomiast pod względem powierzchni na miejscu 544.).